# Matisia ochrocalyx
Matisia ochrocalyx är en malvaväxtart som beskrevs av Schumann. Matisia ochrocalyx ingår i släktet Matisia och familjen malvaväxter. Inga underarter finns listade i Catalogue of Life.